# Habsburg-Kyburg
Habsburg-Kyburg eller Habsburg-Laufenburg-Kyburg er en sidesgren til Huset Habsburg. slægten blev grundlagt efter et ægteskab mellem Anna af Kyburg og Eberhard 1. af Habsburg-Laufenburg omkring 1273, ægteskabet var en del af den Habsburgske ægteskabspolitik for at beskytte habsburgske interesser i området imod rivaliserende slægter såsom Huset Savoyen. Det nye herskab fik navnet Neu-Kyburg, og omfattede kun den vestlige del af det gamle Kyburgske fyrstedømme. Politisk skulle Neu-Kyburg forholde sig til de østrigske habsburgere i øst og greverne af Savoyen og deres magtspil med byen Bern. 
Den økonomiske situation i Neu-Kyburg var utrolig dårlig pga. gæld fra det forrige fyrstehus og ekspansioner fra Bern og de østrigske habsburgere så i 1313 blev de to brødre Hartmann 2. og Eberhardt 2., sønnesønner efter Eberhardt 1., feudalt afhængige af Østrig og opgav de østlige dele af Kyburg (Zürich og Thurgau), og efter en lang nedgangsperiode både økonomisk og politisk, blev Neu-Kyburg opløst i 1417.
Fyrsterne i Neu-Kyburg residerede på Kyburg Slot (de), som første gang blev nævnt i 1079. 

## Eksterne Henvisninger
Stamtræ over Habsburg-Kyburg: https://www.roskilde historie/stamtavler